# Jaapiella floriperda
Jaapiella floriperda är en tvåvingeart som först beskrevs av Löw 1888.  Jaapiella floriperda ingår i släktet Jaapiella och familjen gallmyggor. Inga underarter finns listade i Catalogue of Life.